# یوزف کلاوس
یوزف کلاوس (آلمانی: Josef Klaus؛ ۱۵ اوت ۱۹۱۰ – ۲۶ ژوئیهٔ ۲۰۰۱) یک سیاست‌مدار اهل اتریش بود. یوزف کلاوس در ۲۶ ژوئیه ۲۰۰۱ در سن ۹۰ سالگی درگذشت.